# Lijst van graven en hertogen van Anjou
De lijst van de graven en hertogen van Anjou lijst de heersers over het middeleeuwse graafschap, later hertogdom, Anjou op.

## Lijst van graven vanAngers
| Naam                                                  | Regeringsperiode                          | Verwantschap                              | Opmerkingen                                                                                    |
| Angers als deel van Neustrië (Merovingen)             | Angers als deel van Neustrië (Merovingen) | Angers als deel van Neustrië (Merovingen) | Angers als deel van Neustrië (Merovingen)                                                      |
| ----------------------------------------------------- | ----------------------------------------- | ----------------------------------------- | ---------------------------------------------------------------------------------------------- |
| Licinius                                              | 587-592                                   |                                           | niet per se met de titel van graaf.                                                            |
| Raganfrid                                             | ???-731                                   |                                           | niet per se met de titel van graaf.                                                            |
| Angers als deel van de Bretonse Mark (Widonen)        |                                           |                                           |                                                                                                |
| Lambert II                                            | 845-852                                   |                                           | graaf van Nantes en Angers; markgraaf van de Bretonse Mark                                     |
| Angers als deel van de Neustrische Mark (Robertijnen) |                                           |                                           |                                                                                                |
| Robert de Sterke                                      | 853-866                                   |                                           | graaf van Tours en Angers; graaf van de Neustrische Mark                                       |
| Odo                                                   | 866-898                                   | zoon van zijn voorganger                  | graaf van Tours en Angers; graaf van de Neustrische Mark; sinds 888 koning van de West-Franken |
| Robert                                                | 898-923                                   | broer van zijn voorganger                 | graaf van de Neustrische Mark; sinds 922 koning van de West-Franken                            |
| Hugo de Grote                                         | 923-956                                   | zoon van zijn voorganger                  | hertog van de Franken (dux francorum)                                                          |
| Hugo Capet                                            | 956-996                                   | zoon van zijn voorganger                  | hertog van de Franken; sinds 987 koning van Frankrijk                                          |

Burggraven van de Robertijnen in Angers waren:
- Ingelgerius
- Fulco I de Rode, diens zoon

## Lijst van graven van Anjou
| Naam                                                                                                 | Regeringsperiode  | Verwantschap                                        | Opmerkingen                                                                                      |
| Eerste Huis Anjou                                                                                    | Eerste Huis Anjou | Eerste Huis Anjou                                   | Eerste Huis Anjou                                                                                |
| --- | ----------------- | --------------------------------------------------- | ------------------------------------------------------------------------------------------------ |
| Fulco I de Rode                                                                                      | 929-941           | zoon van Ingelgerius                                | aanvankelijk slechts burggraaf van Angers                                                        |
| Fulco II de Goede                                                                                    | 941-958           | zoon van zijn voorganger                            |                                                                                                  |
| Godfried I Grauwhemd                                                                                 | 958-987           | zoon van zijn voorganger                            |                                                                                                  |
| Fulco III Nerra                                                                                      | 987-1040          | zoon van zijn voorganger                            |                                                                                                  |
| Godfried II Martel                                                                                   | 1040-1060         | zoon van zijn voorganger                            |                                                                                                  |
| Huis Château-Landon                                                                                  |                   |                                                     |                                                                                                  |
| Godfried III de Bebaarde                                                                             | 1060-1068         | neef van zijn voorganger                            |                                                                                                  |
| Fulco IV de Norse                                                                                    | 1068-1109         | broer van zijn voorganger                           |                                                                                                  |
| Godfried IV Martel                                                                                   | 1103-1106         | zoon van zijn voorganger                            | mederegent                                                                                       |
| Fulco V de Jonge                                                                                     | 1109-1129         | halfbroer van zijn voorganger                       | sinds 1131 koning van Jeruzalem                                                                  |
| Huis Plantagenet                                                                                     |                   |                                                     |                                                                                                  |
| Godfried V Plantagenet                                                                               | 1129-1151         | zoon van zijn voorganger                            | sinds 1144 hertog van Normandië                                                                  |
| Hendrik Kortmantel                                                                                   | 1151-1189         | zoon van zijn voorganger                            | hertog van Normandië; sinds 1154 koning van Engeland                                             |
| Godfried VI                                                                                          | 1151-1156         | broer van zijn voorganger                           | mederegent; graaf van Nantes                                                                     |
| Hendrik de Jongere                                                                                   | 1169-1183         | oudste zoon van Hendrik                             | mederegent; sinds 1172 medekoning van Engeland                                                   |
| Richard Leeuwenhart                                                                                  | 1189-1199         | broer van zijn voorganger                           | hertog van Aquitanië, sinds 1189 hertog van Normandië en koning van Engeland                     |
| Jan zonder Land                                                                                      | 1199-1204         | broer van zijn voorganger                           | hertog van Normandië en Aquitanië, koning van Engeland                                           |
| Vereniging van Anjou met het Franse Kroondomein in 1204. Belening van prins Karel met Anjou in 1246. |                   |                                                     |                                                                                                  |
| Huis Anjou-Sicilië                                                                                   |                   |                                                     |                                                                                                  |
| Karel I                                                                                              | 1246-1285         | jongere zoon van koning Lodewijk VIII van Frankrijk | graaf van Maine en Provence; sinds 1266 koning van Sicilië-Napels; titulair koning van Jeruzalem |
| Karel II de Manke                                                                                    | 1285-1290         | zoon van zijn voorganger                            | graaf van Maine en Provence, koning van Napels, titulair koning van Jeruzalem                    |
| Margaretha                                                                                           | 1290-1299         | dochter van haar voorganger                         | gravin van Maine                                                                                 |
| Huis Valois                                                                                          |                   |                                                     |                                                                                                  |
| Karel III van Valois                                                                                 | 1290-1325         | echtgenoot van Margaretha                           |                                                                                                  |
| Filips                                                                                               | 1325-1328         | zoon van zijn voorganger                            | sinds 1328 koning van Frankrijk                                                                  |
| Na de troonsbestijging van Filips in 1328 werd Anjou opnieuw met het Kroondomein verenigd.           |                   |                                                     |                                                                                                  |

## Lijst van hertogen van Anjou

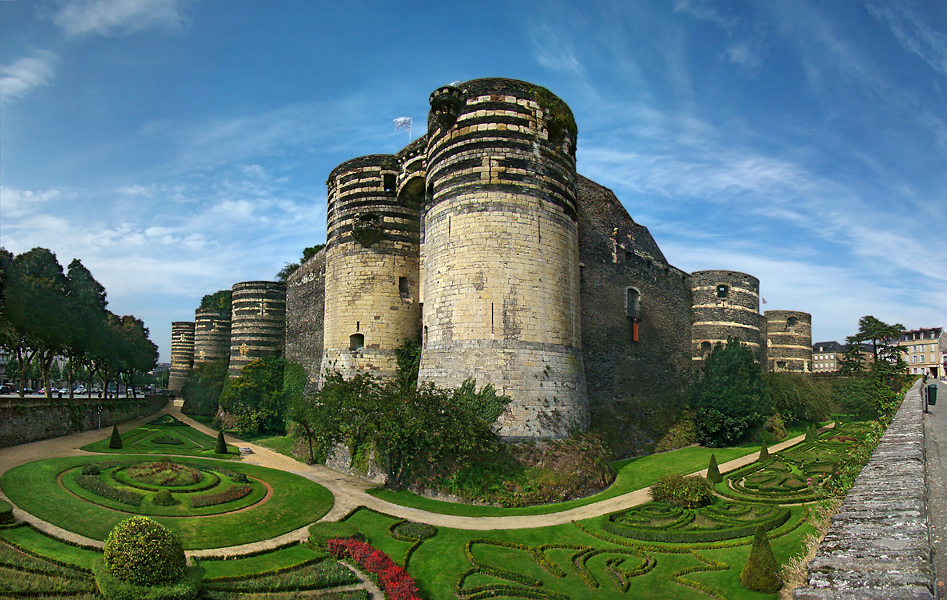
Vestingswerken van het kasteel van Angers (rond 1230 door Lodewijk IX gebouwd).

In 1351 beleende koning Jan II van Frankrijk zijn zoon Lodewijk met het graafschap Anjou. In 1360 werd dit leen tot hertogdom verheven.
| Naam                                                           | Regeringsperiode  | Verwantschap                         | Opmerkingen                                                                                         |
| Huis Valois-Anjou                                              | Huis Valois-Anjou | Huis Valois-Anjou                    | Huis Valois-Anjou                                                                                   |
| -------------------------------------------------------------- | ----------------- | ------------------------------------ | --------------------------------------------------------------------------------------------------- |
| Lodewijk I                                                     | 1351/1360-1384    | zoon van koning Jan II van Frankrijk | titulair koning van Napels en Jeruzalem, graaf van Provence                                         |
| Lodewijk II van Anjou                                          | 1384-1417         | zoon van zijn voorganger             | titulair koning van Napels en Jeruzalem, graaf van Provence                                         |
| Lodewijk III                                                   | 1417–1434         | zoon van zijn voorganger             | titulair koning van Napels en Jeruzalem, graaf van Provence                                         |
| René de Goede Koning                                           | 1434-1480         | broer van zijn voorganger            | koning van Napels, titulair koning van Jeruzalem, hertog van Lotharingen en Bar, graaf van Provence |
| Karel IV                                                       | 1480–1481         | neef van zijn voorganger             | hertog van Maine, graaf van Provence                                                                |
| Koning Lodewijk XI verenigt Anjou opnieuw met het Kroondomein. |                   |                                      | |

## Hertogen van Anjou uit het huis Valois (apanage)
- 1566-1576: Hendrik van Valois-Angoulême, zoon van koning Hendrik II van Frankrijk, die als Hendrik III koning van Frankrijk werd
- 1576-1584: Frans Hercules van Valois-Angoulême, diens broer

## Hertogen van Anjou uit het huis Bourbon (apanage)
- 1608-1640: Gaston van Bourbon, zoon van koning Hendrik IV van Frankrijk, de latere hertog van Orléans
- 1640-1668: Filips van Bourbon, zoon van koning Lodewijk XIII van Frankrijk, de latere hertog van Orléans
- 1668-1671: Filips Karel van Bourbon (1668-1671), zoon van koning Lodewijk XIV van Frankrijk
- 1672-1672: Lodewijk Frans van Bourbon, zoon van koning Lodewijk XIV van Frankrijk
- 1683-1700: Filips van Bourbon, kleinzoon van koning Lodewijk XIV van Frankrijk, die als Filips V koning van Spanje werd
- 1712-1715: Lodewijk van Bourbon, die als Lodewijk XV koning van Frankrijk werd
- 1730-1733: Filips Lodewijk van Bourbon (1730-1733), zoon van koning Lodewijk XV van Frankrijk

De titel van hertog van Anjou werd na 1733 niet meer verleend.

## Verder gebruik van de titel
De titel van hertog van Anjou werd sinds het eind van de Eerste Wereldoorlog door het merendeel van de legitimistische troonpretendenten uit het huis Bourbon-Anjou gedragen. Ze verwijzen daarmee naar hun stamvader, koning Filips V van Spanje, die hertog van Anjou was voordat hij de kroon van Spanje verwierf. Filips V en zijn nakomelingen droegen sindsdien niet langer deze titel en voerden en voeren het wapen van Anjou enkel in hun persoonlijke wapen.
- Jaime de Borbón y Borbón-Parma (1870–1931), duque de Madrid y de Anjou (1909)
- Alfonso Carlos de Borbón y Austria-Este (1849–1936), duque de San Jaime y de Anjou, diens oom, in 1931 door zijn aanhangers tot hertog van Anjou uitgeroepen; hij schijnt echter zelf de titel niet te hebben gevoerd
- Jaime de Borbón y Battenberg (1908–1975), duque de Segovia (1935), de Anjou (1936), de Madrid (1964) y de Toledo (1969), diens neef
- Alfonso Jaime de Borbón y Dampierre, duque de Cádiz (1972) y de Anjou (1975), diens zoon
- Luis Alfonso de Borbón y Martínez-Bordiú, duque de Anjou (1989), diens zoon

Daarenboven heeft Henri Philippe Pierre Marie d’Orléans (1933), de orleanistische troonpretendent, zijn neef Charles-Philippe d'Orléans tot hertog van Anjou benoemd. Het huis Orléans bestrijdt dan ook de rechtmatigheid van de aanspraken van het huis Bourbon-Anjou op de titel van hertog van Anjou (net zoals het dit doet voor de titel van koning van Frankrijk).

## Referentie
- Dit artikel of een eerdere versie ervan is een (gedeeltelijke) vertaling van het artikel Liste der Grafen und Herzöge von Anjou op de Duitstalige Wikipedia, dat onder de licentie Creative Commons Naamsvermelding/Gelijk delen valt. Zie de bewerkingsgeschiedenis aldaar.